# Mắt của Horus

Mắt của Horus

Mắt của Ra

Mắt của Horus, còn được gọi là wedjat hoặc udjat, là một biểu tượng Ai Cập cổ đại tượng trưng cho sự bảo vệ, sức khỏe và quyền lực hoàng gia. Mắt của Horus cũng tương tự như Mắt của Ra, vị thần bầu trời đầy quyền năng, tương đồng ở nhiều khía cạnh.
Những lá bùa hộ mệnh thường được chế tạo theo hình dạng con mắt của thần bầu trời Horus. Biểu tượng này sẽ "bảo vệ pharaon ở thế giới bên kia" và xua đuổi cái ác. Các thủy thủ Ai Cập và Trung Đông cổ đại thường vẽ biểu tượng con mắt trên mũi tàu của họ nhằm cầu mong sự an toàn trong các chuyến ra khơi.

## Thần thoại
Horus là vị thần cai quản bầu trời, thường được mô tả dưới hình dạng một con chim ưng. Mắt phải của Horus đại diện cho thần mặt trời, Ra, còn mắt trái đại diện cho thần mặt trăng Thoth. Người Hy Lạp và La Mã tin rằng, một "con mắt ác" có thể tạo ra các phép thuật xấu, nhưng sẽ bị phản tác dụng trước "con mắt thiện", nên thần thoại về con mắt Horus ra đời.
Trong cuộc chiến giành lấy ngai vàng sau cái chết của Osiris, Horus đã bị người chú độc ác là Set khoét đi con mắt bên trái. Thoth và Hathor sau đó đã chữa lành con mắt này. Khi mắt của Horus được phục hồi, thần đã đưa nó cho cha mình, Osiris, với hy vọng người cha của mình được sống lại. Do đó, con mắt của Horus được sử dụng như một biểu tượng cho sự tái sinh, phục hồi và bảo hộ.

## Toán học

Phân số ứng với từng phần của mắt Horus (mắt trái)

Người Ai Cập cổ đại đã biết sử dụng các phân số trong việc tính toán thường nhật, nhưng họ chỉ sử dụng các phân số mà có tử số bằng 1. Những phân số có dạng 1/n được gọi là phân số Ai Cập.
Biểu tượng Mắt của Horus được chia thành 6 phần, và mỗi phần như vậy đại diện cho một phân số Ai Cập. Cuộn giấy cói Toán học Rhind đã gọi 6 phân số này là "Phân số Mắt Horus". Sáu phân số này là 6 hạng tử đầu tiên trong một chuỗi tổng các phân số Ai Cập với mẫu số là lũy thừa bậc 2.
- Phía bên trái của con ngươi (đối với mắt trái, ngược lại đối với mắt phải) = 1/2[7]
- Con ngươi = 1/4[7]
- Lông mày = 1/8[7]
- Phía bên phải của con ngươi (đối với mắt trái, ngược lại đối với mắt phải) = 1/16[7]
- Đuôi cong dưới mắt = 1/32[7]
- Giọt nước mắt = 1/64[7]

Điều thú vị ở đây là tổng của 6 phân số này bằng 63/64 chứ không phải tròn 1. Một nguyên nhân có vẻ hợp lý nhất để lý giải cho trường hợp này là do hệ thống số học của Ai Cập bấy giờ chưa được đầy đủ. Một sự lý giải mang tính thần thoại là do phép thuật của thần Thoth gây nên.

## Hình ảnh

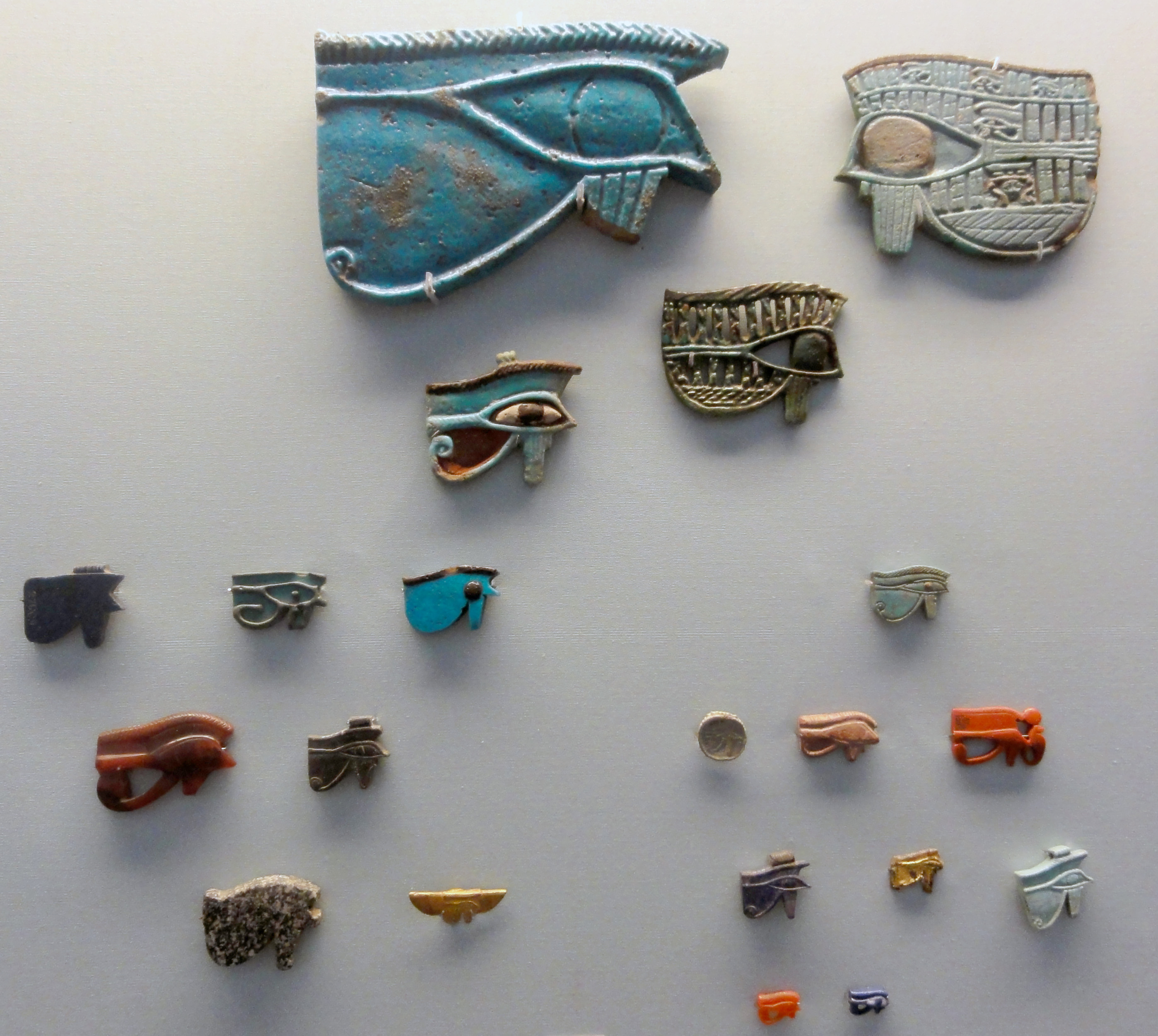
Bộ sưu tập Con mắt của Ra (lưu giữ tại Bảo tàng Anh)
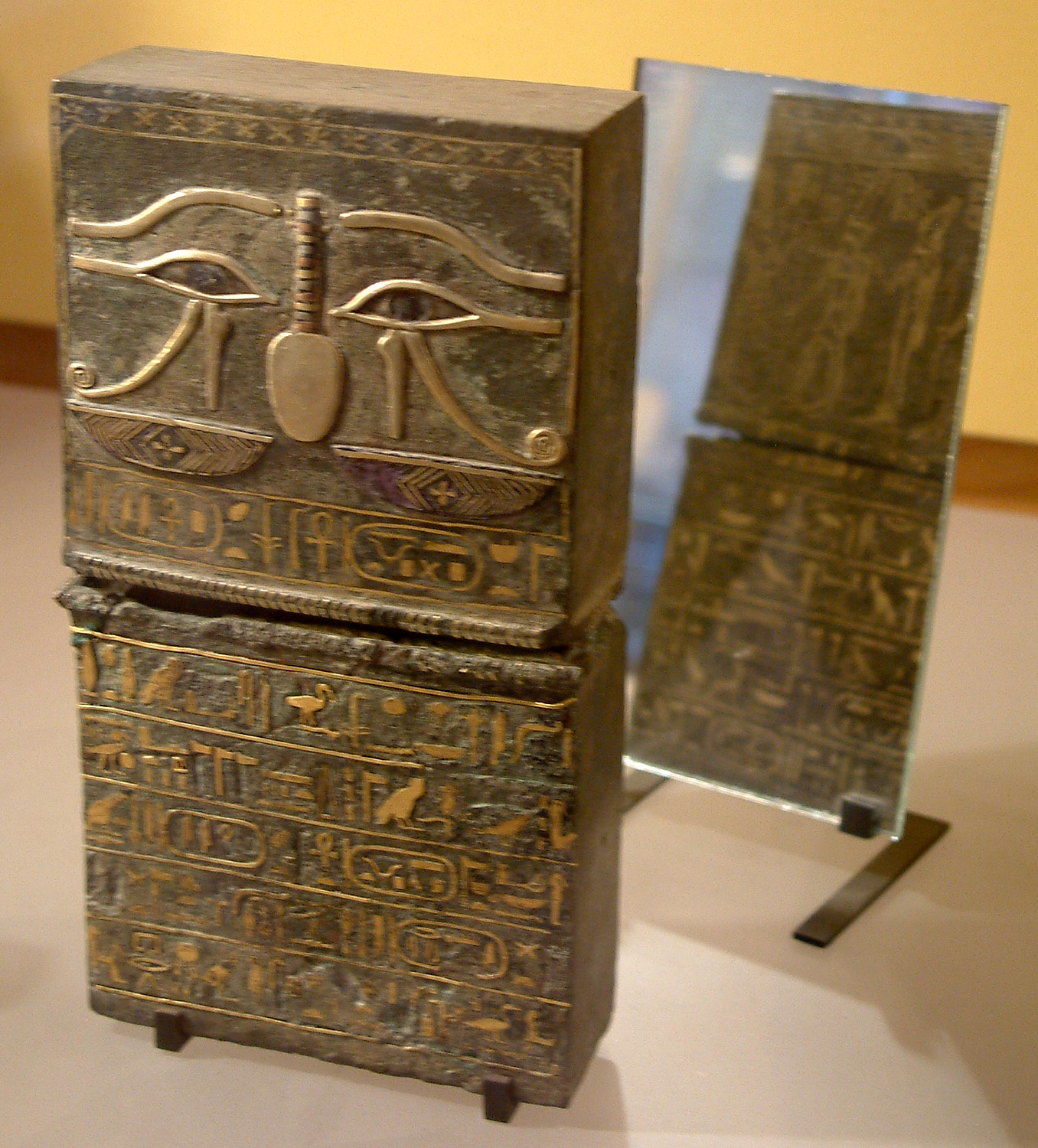
Đôi mắt của Horus được khắc trên một hộp gỗ nạm vàng, bạc và đồng của công chúa Shepenupet II.
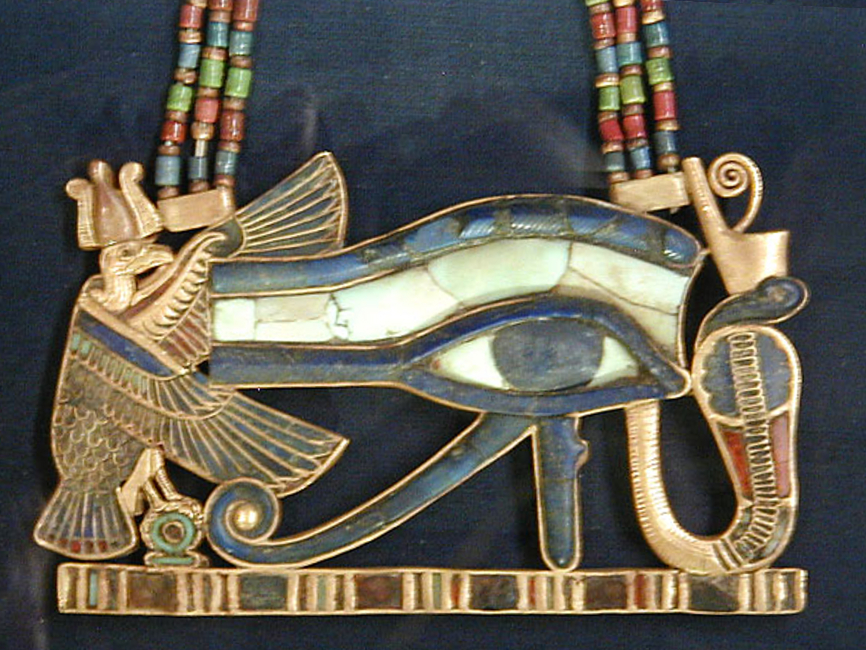
Mặt dây chuyền khắc hình Con mắt Ra
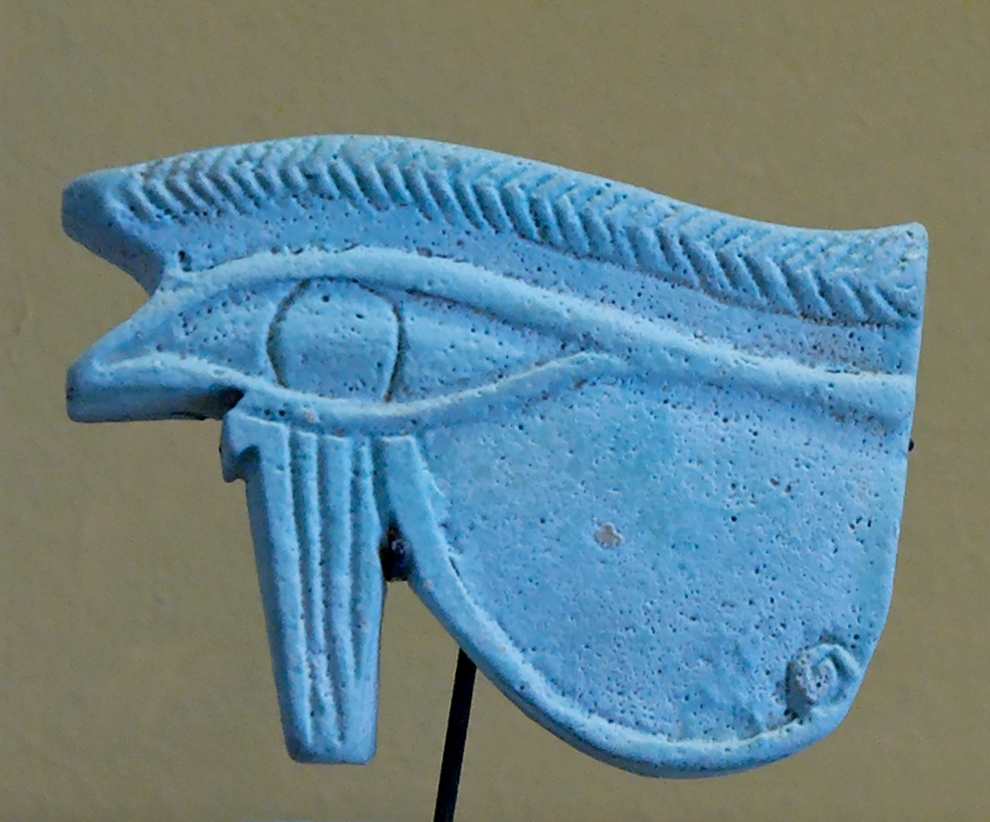
Con mắt trái của Horus bằng đất nung (lưu giữ tại Viện bảo tàng Louvre)